# Isabellfladdermus
Isabellfladdermus (Eptesicus isabellinus) är en fladdermus i familjen läderlappar som förekommer i sydvästra Europa och nordvästra Afrika. Taxonet listades tidvis som underart eller synonym till sydfladdermus (Eptesicus serotinus) och sedan 2010-talet godkänns det som art.
Djuret liknar sydfladdermusen men arten har en ljusare päls (jämför isabellfärg). Eptesicus isabellinus når en kroppslängd av 46 till 55 mm, en vingspann av 315 till 380 mm och en vikt av 13 till 16 g. Den har 44 till 51 mm långa underarmar.
Arten förekommer med flera från varandra skilda populationer på södra Iberiska halvön och i norra Afrika från Marocko till nordvästra Libyen. Den kan anpassa sig till olika habitat som halvöknar, torra skogar, buskskogar, jordbruksmark och samhällens utkanter. Födan söks vanligen över ödemark, vid skogens kanter, över gläntor och i trädgårdar.
Isabellfladdermusen vilar i bergssprickor, under broar, i vägtrummor eller i liknande gömställen. Den jagar flygande insekter som nattfjärilar och skalbaggar. Individerna stannar vanligen i samma område och vandrar inte längre än 40 km. Vandringar över Gibraltarsundet är däremot inte sällsynta. Honor bildar före ungarnas födelse egna kolonier som kan ha 20 till 100 medlemmar. Dessa kolonier hittas även i byggnader.
För arten är inga allvarliga hot kända. Dessutom har Isabellfladdermusen som kulturföljare bra anpassningsförmåga. Den listas av IUCN som livskraftig (LC).